# Lesquielles-Saint-Germain
Lesquielles-Saint-Germain es una comuna francesa situada en el departamento de Aisne, de la región de Alta Francia.

## Geografía
Está ubicada a 22 km al noroeste de Vervins. 

## Demografía
| 1079 | 961 | 852 | 803 | 832 | 848 | 864 | 809 |
| Para los censos de 1962 a 1999 la población legal corresponde a la población sin duplicidades (Fuente: INSEE [Consultar]) |     |     |     |     |     |     |     |